# Джоффрі Баратеон
Джоффрі Баратеон (англ. Joffrey Baratheon) — вигаданий персонаж серії фентезі-романів «Пісня льоду й полум'я» американського письменника Джорджа Р. Р. Мартіна, та його телевізійної адаптації «Гра престолів».
Вперше з'являється у дебютному романі серії «Гра престолів» (1996). Джоффрі найстарший син Серсі Ланністер, королеви Вестероса. Надалі він присутній у наступних романах «Битва королів» (1998) та «Буря мечів» (2000).
У січні 2007 «HBO» придбала права на адаптацію серії фентезі-романів для телебачення. Через декілька років молодий ірландський актор Джек Глісон був затверджений на роль Джоффрі Баратеона. Прем'єра серіалу відбулась у США 17 квітня 2011 року. Джек Глісон отримав схвальні відгуки за роль Джоффрі у серіалі. У 2016, Rolling Stone включило його персонаж четвертим номером у перелік «40 найбільших негідників на ТБ усіх часів». Джордж Мартін вважає Джоффрі «схожим на п'ять чи шість людей з якими йому довелось вчитися в школі… типовим хуліганом та задиракою… неймовірно розбещеним».

## Загальний огляд
Джоффрі не є персонажем з власною оповіддю подій, тож його дії спостерігаються через інших персонажів, таких як його дядько Тиріон Ланністер та колишня наречена Санса Старк. Він успадкував від Серсі традиційну для Ланністерів зовнішність (біляве волосся й зелені очі) та небезпідставно вважається багатьма дуже вродливим.

## Опис персонажа
Назагал Джоффрі нібито первісток та спадкоємець короля Роберта Баратеона та королеви Серсі Ланністер. Останні уклали політичний шлюб заради альянсу після того, як Роберт силоміць зайшов на трон, усунувши «Божевільного Короля» Ейриса II Таргарієна. Але насправді його біологічний батько — Джеймі Ланністер, брат-близнюк Серсі Ланністер. У Джоффрі є сестра Мірселла та молодший брат Томмен, які також є результатом інцесту Джеймі та Серсі.
Джоффрі — аморальний садист, який приховує свою жорстокість під привабливою зовнішністю. Це яскраво підкреслюється його багатьма вчинками, наприклад коли Санса дратує його, Джоффрі наголошує, що мати вчила його ніколи не бити жінок, тож нехай лицар королівської варти вдарить її замість нього. Також Джоффрі любить змушувати людей битися до смерті, та призначати жахливі покарання за дріб'язкові злочини. У Джоффрі відсутнє почуття власної провини, він звик перекладати відповідальність на інших. Йому бракує витримки та самоконтролю, часто ображає своїх союзників та членів родини. Джоффрі чи не єдиний персонаж, у якого відсутні будь-які позитивні риси.
На початок «Гри престолів» Джоффрі перебуває у віці 12 років.

## Сюжетні лінії

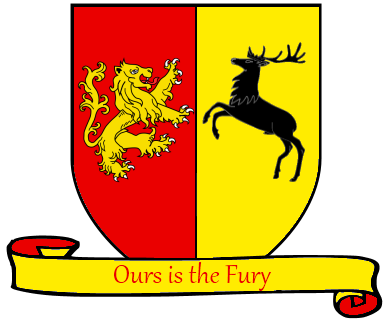
Особистий герб Джоффрі Баратеона

### У книжках

#### «Гра престолів»
Принц Джоффрі прибуває разом з батьками до Вінтерфелу на заручини з Сансою Старк, з метою створити альянс між родиною Баратеонів та родиною Старків. Спочатку, Джоффрі ставиться до Санси ввічливо та чемно. Хоча він відмовляється проявити належну повагу Брану Старку, коли той падає з вежі. Така поведінка Джоффрі змушує його дядька Тиріона «докласти руку» до його виховання.
Протягом подорожі до Королівської Гавані, Джоффрі та Санса натрапляють на Арію, яка тренується фехтуванню з сином різника Майка. Джоффрі звинувачує Майка у нападі на дівчину шляхетного походження та дряпає мечем його обличчя. Це змушує Арію заступитися за свого друга та вдарити Джоффрі. Майка тікає. Джоффрі нападає на Арію, але лютововк Наймерія захищає її та кусає Джоффрі. Пізніше Джоффрі бреше з цього приводу та стверджує, що напад Наймерії був безпідставний, тож її треба вбити. Але замість Наймерії вбивають лютововка Леді Санси. Джоффрі доручає своєму охоронцю Сандору Клігану знайти й вбити сина різника та принести йому його тіло. Що й відбувається.
Пізніше, Еддард Старк, вивчаючи сімейну історію Баратеонів, усвідомлює, що Джоффрі не син та не спадкоємець короля Роберта. Це призводить до того, що Еддард відмовляється визнавати право Джоффрі на Залізний Трон, коли король Роберт помирає. Еддарда арештовують, а його охоронців та прислужників вбивають.
Санса на колінах благає Джоффрі зберегти життя її батькові, надавши йому шанс зізнатись у зраді. Джоффрі обіцяє Сансі, що у випадку, якщо Еддард дійсно визнає провину, то Джоффрі буде милосердним. Еддард неохоче погоджується визнати Джоффрі справжнім королем, щоб врятувати життя Сансі. Однак, хоча Джоффрі й задоволений «зізнанням», він не збирається пробачати зрадникам та наказує відтяти голову Еддарду Старку. Пізніше він змушує Сансу дивиться на голову її батька.

#### «Битва королів»
Джоффрі ледве помітний у «Битві Королів». Його правління супроводжується будь-якими забаганками та капризами, навіть його матері складно взяти його під контроль. Санса перетворюється на його полонену, яку часто б'є охорона за його наказом, коли Джоффрі не в гуморі. Під час атаки Станніса Баратеона на Королівську Гавань, Джоффрі залишає поле битви та деморалізує своє військо. Битву виграють лише завдяки Тиріону та пастці з диким вогнем, а також, завдяки його діду Тайвіну, котрий з'являється в останню мить з армією Тайреллів.

#### «Буря мечів»
Джоффрі скасовує попередні заручини з Сансою Старк в угоду шлюбу з Марджері Тайрелл, зміцнюючи альянс родини Ланністерів та родини Тайреллів. На весіллі Тиріона та Санси, він знущається зі свого дядька та наказує їм негайно консумувати шлюб, що обурює Тиріона та призводить до погроз на адресу Джоффрі. Тиріон уникає покарання завдяки Тайвіну, котрий запевняє Джоффрі у тому, що Тиріон був на підпитку та не мав наміру погрожувати королю.
Пізніше, після подій «Червоного Весілля» Джоффрі захоплено планує подарувати Сансі голову нещодавно загиблого брата. Це обурює Тайвіна та Тиріона, який ще раз погрожує Джоффрі. Цього разу Джоффрі виплескує свій гнів і на Тайвіна, який відсилає Джоффрі до своєї спочивальні. Джоффрі неохоче погоджується. Під час свого весільного бенкету у тронній залі, щоб зганьбити Тиріона, Джоффрі організує надзвичайно образливу виставу «Війна п'яти Королів», де кожного короля грає карлик. Також він ганьбить Сансу, змушуючи її чоловіка Тиріона бути його чашником. Наприкінці бенкету Джоффрі випиває отруєне вино та помирає. Ця подіє закарбується як «Пурпурове Весілля». Серсі хибно звинувачує Тиріона у вбивстві та арештовує. Пізніше стає відомо, що справжніми вбивцями є леді Оленна Тайрелл та Пітир Бейліш, які скористались допомогою королівського блазня сера Донтоса Холарда.

### У серіалі

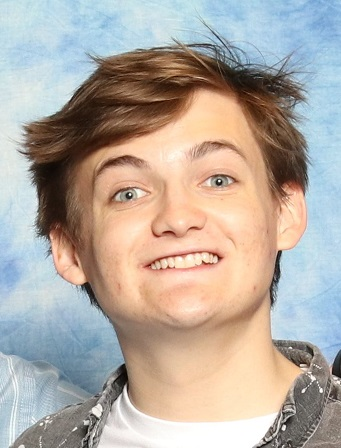
Джек Глісон зіграв роль Джоффрі Баратеона

#### Сезон 1
Джоффрі Баратеон наслідний принц Сімох Королівств. Найстарший серед дітей Серсі Ланністер та спадкоємець Залізного Трону. Злий, пихатий, жорстокий та безжалісний. Він гарячкуватий та нестриманий і вважає, що може робити все, що йому заманеться. Водночас він боягуз, якщо стикається з тими, хто його не боїться. Джоффрі не знає, що Роберт Баратеон не його батько. Насправді він син Джеймі Ланністера. Після смерті Роберта, Ланністери роблять його королем всупереч заповіту його батька та використовують як маріонетку. Жорстоке правління Джоффрі починається з помилки, коли він проти волі Серсі та благань Санси відмовляється дотримуватись обіцянки про помилування Еддарда Старка, і натомість страчує його.

#### Сезон 2
Вчинок Джоффрі погіршує загальний стан справ Ланністерів: його дядька Джеймі беруть в полон Старки, його дядьки Ренлі та Станніс не визнають права Джоффрі на Залізний Трон та оголошують війну. Він все частіше наказує лицарям королівської варти бити Сансу. Його жорстокість та необізнаність справами звичайних людей роблять Джоффрі непопулярним серед люду. Після наказу міській варті стратити усіх бастардів свого батька Роберта, у Королівській Гавані розпочинається повстання, яке ледь не призводить до загибелі Джоффрі.
Коли Станніс йде на штурм Королівської Гавані, Джоффрі лишається осторонь та уникає справжньої битви. Натомість Станніс бере активну участь в атаці та поступово схиляє її на свою користь. Серсі викликає Джоффрі до себе у безпечне місце, завдаючи шкоду моральному духу його армії. Битву вдається виграти лише завдяки Тиріону, Тайвіну та допомозі родини Тайреллів. Для зміцнення союзу між родинами Ланністерів та Тайреллів, Джоффрі скасовує заручини з Сансою, щоб одружитися з Марджері Тайрелл.

#### Сезон 3
Триває підготовка весілля, і хоч Джоффрі не виявляє належного інтересу до своєї дружини, він вражений її здібностями завойовувати людську довіру. Поступово зростає розбрат між Джоффрі та його дядьком та дідом, які намагаються ввічливо протидіяти жорстокості Джоффрі. На весіллі Тиріона та Санси він знущається зі свого дядька та наказує їм негайно консумувати шлюб, що обурює Тиріона та призводить до погроз на адресу Джоффрі. Тиріон уникає покарання завдяки Тайвіну, котрий запевняє Джоффрі у тому, що Тиріон був на підпитку та не мав наміру погрожувати королю. Пізніше, після подій «Червоного Весілля» Джоффрі захоплено планує подарувати Сансі голову нещодавно загиблого брата. Це обурює Тайвіна та Тиріона, який ще раз погрожує Джоффрі. Цього разу Джоффрі виплескує свій гнів і на Тайвіна, який відсилає Джоффрі до своєї спочивальні. Джоффрі неохоче погоджується.

#### Сезон 4
Джоффрі нарешті одружується з Марджері. Під час весільного бенкету у садах Червоного Замку, щоб познущатись над своїм дядьком, він влаштовує надмірно образливу виставу «Війна п'яти королів», де кожного короля грає карлик. Він також знущається з Санси, змушуючи її чоловіка Тиріона бути його чашником. У розпалі свята Джоффрі раптово помирає випивши отрути. Тиріона арештовують та звинувачують у вбивстві, хоча насправді Джоффрі отруїла Оленна Тайрелл, щоб захистити Марджері від фізичного та емоційного знущання, яке Джоффрі влаштовував своїй попередній нареченій Сансі. Пізніше Оленна Тайрелл зізнається Марджері, що вона ніколи б не дозволила їй вийти заміж за «чудовисько». Після похорону Джоффрі, його молодший брат Томмен стає королем та одружується з Марджері.